# Шушкевич, Владислав
Влади́слав Шушке́вич (пол. Władysław Szuszkiewicz; 12 ноября 1938, Вильнюс — 14 ноября 2007, Щецин) — польский гребец-байдарочник, выступал за сборную Польши в середине 1960-х — начале 1970-х годов. Участник трёх летних Олимпийских игр, бронзовый призёр Олимпиады в Мюнхене, победитель многих регат национального и международного значения.

## Биография
Владислав Шушкевич родился 12 ноября 1938 года в Вильнюсе, Литва. Активно заниматься греблей начал с раннего детства, проходил подготовку в польском городе Щецине, состоял в местных спортивных клубах «Уния» и «Вискорду».
Первого серьёзного успеха на взрослом международном уровне добился в 1964 году, когда попал в основной состав польской национальной сборной и благодаря череде удачных выступлений удостоился права защищать честь страны на летних Олимпийских играх в Токио. Стартовал здесь в зачёте одиночных байдарок на дистанции 1000 метров, но сумел дойти лишь до стадии полуфиналов, где финишировал четвёртым.
Будучи одним из лидеров гребной команды Польши, Шушкевич благополучно прошёл квалификацию на Олимпийские игры 1968 года в Мехико, где снова выступал в одиночной километровой дисциплине. На сей раз добрался до финала и в решающем заезде финишировал четвёртым, немного не дотянув до призовых позиций.
Четыре года спустя Владислав Шушкевич отправился представлять страну на Олимпийских играх 1972 года в Мюнхене — вместе с новым напарником Рафалом Пищем в двойках на тысяче метрах занял третье место и завоевал тем самым бронзовую олимпийскую медаль — лучше него финишировали только экипажи из СССР и Венгрии. Вскоре по окончании этих соревнований принял решение завершить карьеру профессионального спортсмена, уступив место в сборной молодым польским гребцам.
Был женат на польской байдарочнице Изабелле Антонович, которая тоже принимала участие в Олимпиадах 1964, 1968 и 1972 годов.
Умер 14 ноября 2007 года в Щецине.